# 27931 Zeitlin-Trinkle
27931 Zeitlin-Trinkle è un asteroide della fascia principale. Scoperto nel 1997, presenta un'orbita caratterizzata da un semiasse maggiore pari a 2,3229592 UA e da un'eccentricità di 0,2127918, inclinata di 3,70671° rispetto all'eclittica.